# Royal Rumble (1996)
Royal Rumble 1996 fue la novena edición del Royal Rumble, un evento pago por visión de lucha libre profesional producido por la World Wrestling Federation (WWF). Tuvo lugar el 21 de enero de 1996 desde el Selland Arena en Fresno, California.

## Resultados
- Free for All: Duke Droesse derrotó a Hunter Hearst Helmsley por descalificación (6:25).
  - Helmsley fue descalificado tras usar una especie de nudillos de plástico.
  - El ganador entraría en el número 30 y el perdedor, en el número 1.
- Ahmed Johnson derrotó a Jeff Jarrett por descalificación (6:40).
  - Jarrett fue descalificado después de dirigirse a las cuerdas y saltar, golpeando a Johnson con su guitarra.
- The Smokin' Gunns (Billy & Bart) derrotaron a The Bodydonnas (Skip & Zip) (c/Sunny) reteniendo el Campeonato en Parejas de la WWF (11:14).
  - Bart cubrió a Zip después de que Billy ayudara a revertir el "Double Suplex" de Bodydonnas que intentaron en Bart, convirtiéndose en un "Small package" de Bart en Zip.
- Goldust (c/Marlena) derrotó a Razor Ramon ganando el Campeonato Intercontinental (14:17).
  - Goldust cubrió a Ramon después de que The 1-2-3 Kid saliera al ring y golpeara a Ramon con un "Spinning Heel Kick" desde las cuerdas mientras Marlena distraía al árbitro.
- Shawn Michaels ganó la Royal Rumble 1996 (58:49).
  - Michaels eliminó finalmente a Diesel, ganando la lucha.
- The Undertaker (c/Paul Bearer) derrotó al Campeón de la WWF Bret Hart por descalificación (28:31).
  - Hart fue descalificado después de que Diesel tirara del árbitro mientras éste estaba realizando la cuenta de 3 a favor de Undertaker tras una "Tombstone Piledriver".

## Royal Rumble entradas y eliminaciones

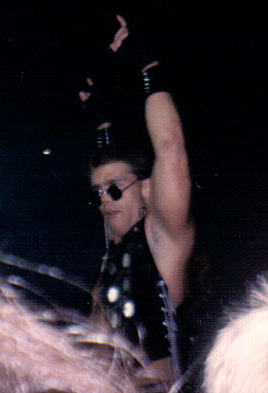
Shawn Michaels, ganador del Royal Rumble 1996.

Cada luchador entraba cada 2 minutos.      
| Entradas | Entradas                      | Eliminado por | Eliminado por     | Tiempo |
| -------- | ----------------------------- | ------------- | ----------------- | ------ |
| 1        | Hunter Hearst Helmsley        | 19            | Diesel            | 48:04  |
| 2        | Henry Godwinn                 | 2             | Roberts           | 16:24  |
| 3        | Bob Backlund                  | 1             | Yokozuna          | 12:22  |
| 4        | Jerry Lawler                  | 16            | Michaels          | 36:02  |
| 5        | Bob Holly                     | 18            | Ringmaster        | 39:35  |
| 6        | King Mabel                    | 3             | Yokozuna          | 12:14  |
| 7        | Jake Roberts                  | 6             | Vader             | 14:39  |
| 8        | Dory Funk, Jr.                | 5             | Vega              | 10:53  |
| 9        | Yokozuna                      | 11            | Michaels          | 19:14  |
| 10       | 1-2-3 Kid                     | 13            | Michaels          | 15:40  |
| 11       | Takao Omori                   | 4             | Roberts           | 2:48   |
| 12       | Savio Vega                    | 10            | Vader             | 12:28  |
| 13       | Vader                         | 12            | Michaels          | 11:04  |
| 14       | Doug Gilbert                  | 7             | Vader             | 2:59   |
| 15       | Squat Team #1                 | 8             | Vader             | 1:11   |
| 16       | Squat Team #2                 | 9             | Yokozuna          | 0:24   |
| 17       | Owen Hart                     | 21            | Michaels & Diesel | 20:43  |
| 18       | Shawn Michaels                | -             | Ganador           | 26:09  |
| 19       | Hakushi                       | 14            | Hart              | 1:55   |
| 20       | Tatanka                       | 17            | Diesel            | 4:09   |
| 21       | Aldo Montoya                  | 15            | Tatanka           | 1:52   |
| 22       | Diesel                        | 29            | Michaels          | 17:51  |
| 23       | Kama                          | 28            | Diesel            | 15:57  |
| 24       | "The Ringmaster" Steve Austin | 23            | Fatu              | 10:57  |
| 25       | Barry Horowitz                | 20            | Hart              | 4:15   |
| 26       | Fatu                          | 24            | Yankem            | 7:07   |
| 27       | Isaac Yankem                  | 25            | Michaels          | 7:05   |
| 28       | Marty Jannetty                | 22            | British Bulldog   | 2:35   |
| 29       | The British Bulldog           | 27            | Michaels          | 3:39   |
| 30       | Duke Droesse                  | 26            | Kama & Diesel     | 1:10   |

## Otros roles
| Comentaristas - Vince McMahon - Mr. Perfect Árbitros - Jim Korderas - Jack Doane - Earl Hebner - Tim White | Entrevistadores - Todd Pettengill - Dok Hendrix Otros - Howard Finkel - Anunciador |